# Isaevmorenen
Die Isaevmorenen (norwegisch; russisch Морена Исаева Morena Isajewa, deutsch ‚Isajew-Moräne‘) ist eine Moräne im ostantarktischen Königin-Maud-Land. Sie liegt im östlichen Teil des Gebirges Sør Rondane.
Russische Wissenschaftler benannten sie. Der Namensgeber ist nicht überliefert. Wissenschaftler des Norwegischen Polarinstituts übertrugen diese Benennung ins Norwegische.